# Lincoln County, Oregon
Lincoln County är ett administrativt område i delstaten Oregon, USA. År 2010 hade countyt 46 034 invånare. Den administrativa huvudorten (county seat) är Newport.

## Geografi
Enligt United States Census Bureau har countyt en total area på 3 092 km². 2 537 km² av den arean är land och 555 km² är vatten.

### Angränsande countyn
- Tillamook County, Oregon - nord
- Polk County, Oregon - öst/nordöst
- Benton County, Oregon - öst
- Lane County, Oregon - syd/sydöst